# Izkrcanje v Normandiji (1944)
Izkrcanje v Normandiji je bila operacija, ki je vključevala pristanek bojnih ladij in z njo povezano letalsko operacijo v torek 6. junija 1944 s strani zavezniških sil v Normandiji med drugo svetovno vojno.  Izkrcanje v Normandiji je pogosto znano tudi kot Operacija Overlord ali Dan D. To je bila največja pomorska invazija v zgodovini. Operacija je pomenila začetek osvoboditve Francije (in kasneje zahodne Evrope) in je zagotovila temelje zavezniške zmage na Zahodni fronti.        
Načrtovanje operacije se je začelo leta 1943. V mesecih pred invazijo so zavezniki izvedli veliko vojaško prevaro z imenom Operacija Bodyguard, da bi zavedli Nemce glede datuma in lokacije glavnega zavezniškega izkrcanja. Vreme na dan D je bilo izredno slabo, zaradi česar je bilo treba operacijo prestaviti za 24 ur; nadaljnja premestitev bi pomenila zamudo vsaj za dva tedna, saj so načrtovalci invazije imeli zahteve glede položaja lune, plime in časa dneva, kar je pomenilo, da je primernih le nekaj dni v mesecu. Adolf Hitler je feldmaršala Erwina Rommela imenoval za poveljnika nemških sil in nadzornika izgradnje utrdb ob obali Atlantskega oceana v pričakovanju invazije zaveznikov. Ameriški predsednik Franklin D. Roosevelt je za poveljstvo zavezniških sil imenoval generalmajorja Dwighta D. Eisenhowerja. 
Pred izkrcanjem na obali Normadnije je sledilo obsežno zračno in pomorsko bombardiranje ter pristanek 24.000 ameriških, britanskih, kanadskih in francoskih vojakov s padali kmalu po polnoči. Zavezniške pehotne in oklepne divizije so se ob 6.30 začele izkrcavati na obali severne Francije. 80 kilometerski odsek normandijske obale je sestavljalo pet delov: Utah, Omaha, Gold, Juno in Sword. Močan veter je potisnil glavna pristajalna plovila vzhodno od predvidenih položajev, zlasti pred obali Utah in Omaha. Vojaki so dosegli obalo in kmalu je nemška straža, ki je stražila plažo, začela streljati na vojake, obala pa je bila minirana in opremljena z ovirami, kot so leseni koli, kovinski trinožci in bodeča žica, zaradi česar je bilo delo zavezniških ekip za osvoboditev plaž težko in nevarno. Največ žrtev je bilo na Omahi ob visokih pečinah. Na Goldi, Juni in Swordu je bilo več utrjenih mest osvobojenih v bojih od hiše do hiše, dveh večjih ofenziv pri Goldu pa ni bilo mogoče izvesti, zaradi nemških specializiranih tankov. 
Zavezniki prvi dan niso uspeli doseči nobenega njihovega načrtovanega cilja. Carentan, Saint-Lô in Bayeux so ostali pod nemško okupacijo, Caen, glavni cilj, pa je bil osvobojen šele 21. julija. Prvi dan sta bili osvobojeni le dve plaži (Juno in Gold), vseh pet plaž pa je bilo osvobojenih šele 12. junija; vendar pa se je pojavilo veliko sreče, da so zavezniki v prihodnjih mesecih postopoma napredovali. Nemške žrtve na dan dneva D so bile ocenjene od 4.000 do 9.000 mrtvih. Zavezniške žrtve so bile ocenjene za najmanj 10.000, potrjenih je bilo 4.414 mrtvih. Muzeji, spomeniki in vojna pokopališča so na tem območju vsako leto odprta in na voljo v spomin na dan D ter gostijo številne obiskovalce. 

## Potek operacije
Po več kot enem letu načrtovanja so sile Združenih držav Amerike pod vodstvom Franklina Roosevelta, sile Združenega Kraljestva pod vodstvom Winstona Churchilla, sile Svobodne Francije pod vodstvom Charlesa de Gaulla in sile Kanade pod vodstvom Williama Lyoda Mackenizema izvedle operacijo, ki je končno prinesla preobrat v drugi svetovni vojni. Cilj vseh štirih sil v tej operaciji je bil odvzeti Nacistični Nemčiji nadzor nad Evropo, in osvoboditvi Evropo izpod nemške okupacije.
Roosevelt, Churchill, De Gaulle in Mackenize so naredili načrt, ki je vključeval izkrcanje čet v Normandiji, potem osvoboditev Francije in nato osvoboditev preostale Evrope. Sprva so zavezniki načrtovali operacijo izvesti že 1. maja 1944, a so nato datum premestili na 5. junij, da bi s tem prihranili čas za boljšo pripravo na operacijo. Vojska in bojne ladje v pristaniščih na jugu Anglije so se z opremo in z orožjem začele pripravljati 1. junija.
5. junija zjutraj, na dan, ko bi bojne ladje morale zapustiti pristanišča na jugu Anglije in se odpraviti na obale severne Francije, je bilo vreme izredno slabo, angleški kanal pa so zajele nevihte z močnimi vetrovi in visokimi valovi. Zaradi tega je moral vrhovni poveljnik Einsehower operacijo premestiti na naslednji dan, 6. junij. Naslednji dan se je vreme rahlo izboljšalo, a je morje vseeno še vedno ostalo razburkano, prav tako tudi močan veter, vendar pa so bili zavezniki prisiljeni operacijo izvesti kljub slabemu vremenu, saj bi, če bi operacijo znova premestili, bila izvedena šele dva tedna pozneje, torej 18. ali 20. junija.
Operacija se je začela 6. junija 1944 ob 6:30 zjutraj, ko so se prve zavezniške čete izkrcale iz bojnih ladij na obalo Normandije v Severni Franciji. Največje območje napada je bil Coleville-sur-Mer na plaži Omaha. Močno zavezniško bombardiranje iz zraka in z morja, ki je bilo na drugih krajih izkrcanja učinkovito, dobro pripravljeni nemški obrambi na plaži Omaha, kjer sta napadli v boju nepreizkušena ameriška 29. in 1. pehotna divizija, ni zadalo hudega udarca.
Slabo vreme je močno oviralo izkrcanje čet: nekatere ladje so v razburkanem morju potonile, druge pa so uničile nemške morske mine, ki so jih pred obalo nastavile nemške U-podmornice. 27 izmed 29 amfibijskih tankov, ki so se skušali izkrcati na plaži Omaha, se je skupaj s posadko potopilo. Številne vojake so močni valovi odplavili in so zaradi tega utonili v hladnem morju, drugi pa so med prebijanjem skozi plažo, oteženi zaradi mokre opreme in težkega peska, postali lahka tarča nemških strelov. Povprečna starost umrlih vojakov je bila komaj 22 let.
Do zgodnjega popoldneva je Američanom uspelo zasesti ozek del plaže, dolg 9,7 km in širok približno 3,2 km. Ta del zemlje so plačali s 3000 življenji. Na plažah Utah, Gold, Juno in Sword, kjer odpor ni bil tako močan, so zavezniki do večera izkrcali več kot 150.000 vojakov. Šest dni pozneje so pet plaž povezali v strnjeno fronto in začeli uporabljati izkrcanje oklepnih vozil, težkega topništva in še več vojakov in poveljnikov, potrebnih za napredovanje. 
Po dveh tednih hudih bojev so Američani 27. junija osvobodili Cherbourg, 9. julija so Britanci in Kanadčani premagali nemški oklepni diviziji in osvobodili Caën, 25. julija pa so tanki ameriške 7. armade napredovali na jug in St. Lô ter prebili nemško obrambo. Ta dogodek je prispeval k osvoboditvi Pariza 25. avgusta, konec septembra pa so zavezniške čete in tanki prispeli na mejo z Nemčijo.